# Helina nigrescens
Helina nigrescens är en tvåvingeart som först beskrevs av Stein 1910.  Helina nigrescens ingår i släktet Helina och familjen husflugor. Inga underarter finns listade i Catalogue of Life.